# Mount Belford
Mount Belford je hora v Chaffee County, ve střední části Colorada, ve Spojených státech amerických.
Leží v pohoří Sawatch Range, respektive jeho menší části nazývané Collegiate Peaks. Je součástí jižních Skalnatých hor. Nachází se mezi nejvyššími vrcholy Skalnatých hor. Mount Elbert leží 19 kilometrů severně až severozápadně a Mount Harvard 5 až 6 kilometrů jihovýchodně. Další z coloradských fourteeners (hora s výškou přes 14 000 stop) Mount Oxford leží 2 kilometry východně.
S nadmořskou výškou 4 327 metrů náleží Mount Belford do první dvacítky nejvyšších hor Colorada a také mezi nejvyšší vrcholy Skalnatých hor.
Je pojmenovaný podle politika a člena Sněmovny reprezentantů za Colorado v druhé polovině 19. století Jamese D. Belforda.